# Liste der Baudenkmale in Hüven
In der Liste der Baudenkmale in Hüven sind alle Baudenkmale der niedersächsischen Gemeinde Hüven aufgelistet. Die Quelle der Baudenkmale ist der Denkmalatlas Niedersachsen. Der Stand der Liste ist der 15. Dezember 2020.

## Allgemein
In den Spalten befinden sich folgende Informationen:
- Lage: die Adresse des Baudenkmales und die geographischen Koordinaten. Kartenansicht, um Koordinaten zu setzen. In der Kartenansicht sind Baudenkmale ohne Koordinaten mit einem roten Marker dargestellt und können in der Karte gesetzt werden. Baudenkmale ohne Bild sind mit einem blauen Marker gekennzeichnet, Baudenkmale mit Bild mit einem grünen Marker.
- Bezeichnung: Bezeichnung des Baudenkmales
- Beschreibung: die Beschreibung des Baudenkmales. Unter § 3 Abs. 2 NDSchG werden Einzeldenkmale und unter § 3 Abs. 3 NDSchG Gruppen baulicher Anlagen und deren Bestandteile ausgewiesen.
- ID: die Objekt-ID des Baudenkmales
- Bild: ein Bild des Baudenkmales, ggf. zusätzlich mit einem Link zu weiteren Fotos des Baudenkmals im Medienarchiv Wikimedia Commons. Wenn man auf das Kamerasymbol klickt, können Fotos zu Baudenkmalen aus dieser Liste hochgeladen werden:

## Hüven

### Gruppe: Wind- und Wassermühle Lähdener Str.
Die Gruppe „Wind- und Wassermühle Lähdener Str.“ (Hüvener Mühle) hat die ID 35898540.

| Lage                                        | Bezeichnung | Beschreibung | ID       | Bild           |
| ------------------------------------------- | ----------- | ------------ | -------- | -------------- |
| Lähdener Straße 52° 46′ 17″ N, 7° 33′ 53″ O | Wegekreuz   |              | 35915397 | Weitere Bilder |
| Lähdener Straße 52° 46′ 17″ N, 7° 33′ 53″ O | Zufahrt     |              | 35916690 | Weitere Bilder |
| Lähdener Straße 52° 46′ 16″ N, 7° 33′ 53″ O | Brücken     |              | 35916510 | Weitere Bilder |
| Lähdener Straße 52° 46′ 16″ N, 7° 33′ 52″ O | Mühle       |              | 35915366 |                |
| Lähdener Straße 52° 46′ 15″ N, 7° 33′ 51″ O | Teich       |              | 35916116 | Weitere Bilder |
| Lähdener Straße 52° 46′ 15″ N, 7° 33′ 53″ O | Wehr        |              | 35916250 | BW             |

### Gruppe: St. Bonifatiuskirche
Die Gruppe „St. Bonifatiuskirche“ hat die ID 35898559.

| Lage                                      | Bezeichnung | Beschreibung | ID       | Bild           |
| ----------------------------------------- | ----------- | ------------ | -------- | -------------- |
| Sögeler Straße 52° 47′ 10″ N, 7° 33′ 8″ O | Kirche      |              | 35915285 | Weitere Bilder |

### Gruppe: Ehemalige Heuerhaus, Lahner Straße 8
Die Gruppe „Ehemalige Heuerhaus, Lahner Straße 8“ hat die ID 35898522.

| Lage                                        | Bezeichnung              | Beschreibung | ID       | Bild           |
| ------------------------------------------- | ------------------------ | ------------ | -------- | -------------- |
| Lahner Straße 8 52° 47′ 10″ N, 7° 33′ 15″ O | Wohn-/Wirtschaftsgebäude |              | 35915204 | Weitere Bilder |
| Lahner Straße 8 52° 47′ 11″ N, 7° 33′ 15″ O | Sandsteinrelief          |              | 35916301 | Weitere Bilder |
| Lahner Straße 8 52° 47′ 10″ N, 7° 33′ 16″ O | Schafstall               |              | 35915235 | Weitere Bilder |

### Einzelbaudenkmale
| Lage                                    | Bezeichnung | Beschreibung | ID       | Bild |
| --------------------------------------- | ----------- | --- | -------- | ---- |
| Am Jugendheim 52° 47′ 2″ N, 7° 33′ 4″ O | Schafstall  | Datenfehler: Es gibt keine Straße "Am Jugendheim" in Hüven. An der in der Karte eingezeichneten Stelle in der Straße "Am Schützenplatz", in unmittelbarer Nähe zum Standort des Hüvener Riesenfindlings, befindet sich kein Gebäude. | 35916144 | BW   |